# Ле-Мениль-Озуф
Ле-Мени́ль-Озу́ф (фр. Le Mesnil-Auzouf) — коммуна во Франции, находится в регионе Нижняя Нормандия. Департамент коммуны — Кальвадос. Входит в состав кантона Оне-сюр-Одон. Округ коммуны — Вир.
Код INSEE коммуны — 14413.

## Население
Население коммуны на 2010 год составляло 338 человек.
| 1962 | 1968 | 1975 | 1982 | 1990 | 1999 | 2010 |
| ---- | ---- | ---- | ---- | ---- | ---- | ---- |
| 351  | 351  | 312  | 283  | 253  | 252  | 338  |

## Экономика
В 2010 году среди 213 человек трудоспособного возраста (15—64 лет) 170 были экономически активными, 43 — неактивными (показатель активности — 79,8 %, в 1999 году было 68,4 %). Из 170 активных жителей работали 139 человек (79 мужчин и 60 женщин), безработных было 31 (18 мужчин и 13 женщин). Среди 43 неактивных 16 человек были учениками или студентами, 9 — пенсионерами, 18 были неактивными по другим причинам.